# Масленнікова Ірина Іванівна
Ірина Іванівна Ма́сленнікова (нар. 3 червня 1918, Київ, СРСР — пом. 11 лютого 2013, Москва, Росія) — радянська українська і російська оперна співачка, примадонна Большого театру, педагог. Заслужена артистка РРФСР (1951). Народна артистка РРФСР (1957). 

## Біографічні відомості
Народилася в Києві, з 1938 навчалася в Київській консерваторії. Зарахована до стажерської трупи Українського театру опери та балету ім. Шевченка. 
У 1943 дебютувала у філії Большого театру. Одночасно з цим вона закінчила екстернат Київської консерваторії.
До 1960 залишалася провідною солісткою Большого театру СРСР, вела активну концертну діяльність. Паралельно викладала на вокальному відділенні Державного інституту театрального мистецтва (ГИТИС), а після — в Московській консерваторії. 
З 2002 — професор вокалу в Центрі оперного співу під керівництвом Галини Вишневської.
Була дружиною режисера-постановника оперних вистав, головного режисера Большого театру Бориса Покровського і четвертою дружиною російського оперного співака Сергія Лемешева (їхня дочка Лемешева Марія Сергіївна — радянська і російська оперна співачка (сопрано). Солістка Камерного музичного театру опери ім. Б.О. Покровського. Народна артистка Росії).
За кілька тижнів до смерті перенесла інфаркт. За три дні по смерті, 14 лютого 2013, у Великому залі Московської консерваторії їй повинні були вручити премію Іпполітова-Іванова за заслуги в музичній педагогіці.

## Творчість
Виконала партії в операх «Снігуронька (опера)», «Ріґолетто», «Богема», «Ромео і Джульєтта», «Травнева ніч», «Кармен» і багатьох інших. Є автором 15 оперних лібрето, а також фарсу «Ох, ці росіяни» на музику композитора Володимира Тарнопольського.